# Freestyle ai XXIV Giochi olimpici invernali - Ski cross maschile
La gara di ski cross maschile di freestyle dei XXIV Giochi olimpici invernali di Pechino si è svolta il 18 febbraio 2022 presso la  stazione sciistica Genting Snow Park di Zhangjiakou.
Lo sciatore svizzero Ryan Regez ha conquistato la medaglia d'oro, mentre l'argento e il bronzo sono andati rispettivamente al connazionale Alex Fiva e al russo Sergej Ridzik.

## Risultati

### Qualificazione
| Pos. | Atleta                | Nazione       | Tempo   | Differenza |
| ---- | --------------------- | ------------- | ------- | ---------- |
| 1    | Alex Fiva             | Svizzera      | 1:11.94 | −          |
| 2    | Igor Omelin           | ROC           | 1:12.28 | +0.34      |
| 3    | Ryo Sugai             | Giappone      | 1:12.29 | +0.35      |
| 4    | Brady Leman           | Canada        | 1:12.30 | +0.36      |
| 5    | Reece Howden          | Canada        | 1:12.37 | +0.43      |
| 6    | Jared Schmidt         | Canada        | 1:12.39 | +0.45      |
| 7    | Ryan Regez            | Svizzera      | 1:12.44 | +0.50      |
| 8    | Simone Deromedis      | Italia        | 1:12.48 | +0.54      |
| 9    | Bastien Midol         | Francia       | 1:12.55 | +0.61      |
| 10   | Johannes Rohrweck     | Austria       | 1:12.71 | +0.77      |
| 11   | François Place        | Francia       | 1:12.83 | +0.89      |
| 12   | Terence Tchiknavorian | Francia       | 1:12.85 | +0.91      |
| 13   | David Mobärg          | Svezia        | 1:12.97 | +1.03      |
| 14   | Erik Mobärg           | Svezia        | 1:13.01 | +1.07      |
| 15   | Kevin Drury           | Canada        | 1:13.11 | +1.17      |
| 16   | Jean-Frédéric Chapuis | Francia       | 1:13.20 | +1.26      |
| 17   | Daniel Bohnacker      | Germania      | 1:13.21 | +1.27      |
| 18   | Florian Wilmsmann     | Germania      | 1:13.22 | +1.28      |
| 19   | Tristan Takats        | Austria       | 1:13.29 | +1.35      |
| 20   | Kirill Sysoev         | ROC           | 1:13.36 | +1.42      |
| 21   | Joos Berry            | Svizzera      | 1:13.43 | +1.49      |
| 22   | Satoshi Furuno        | Giappone      | 1:13.46 | +1.52      |
| 23   | Viktor Andersson      | Svezia        | 1:13.49 | +1.55      |
| 24   | Tyler Wallasch        | Stati Uniti   | 1:13.55 | +1.61      |
| 25   | Adam Kappacher        | Austria       | 1:13.58 | +1.64      |
| 26   | Tobias Müller         | Germania      | 1:13.64 | +1.70      |
| 27   | Romain Detraz         | Svizzera      | 1:13.69 | +1.75      |
| 28   | Elliott Baralo        | Svezia        | 1:13.82 | +1.88      |
| 29   | Sergej Ridzik         | ROC           | 1:13.95 | +2.01      |
| 30   | Robert Winkler        | Austria       | 1:14.05 | +2.11      |
| 31   | Oliver Davies         | Gran Bretagna | 1:13.58 | +1.64      |
| 32   | Niklas Bachsleitner   | Germania      | 1:13.64 | +1.70      |

### Ottavi di finale
Batteria 1
| Pos. | Atleta                | Nazione  | Note |
| ---- | --------------------- | -------- | ---- |
| 1    | Alex Fiva             | Svizzera | Q    |
| 2    | Daniel Bohnacker      | Germania | Q    |
| 3    | Jean-Frédéric Chapuis | Francia  |      |
| 4    | Niklas Bachsleitner   | Germania |      |

Batteria 2
| Pos. | Atleta           | Nazione     | Note |
| ---- | ---------------- | ----------- | ---- |
| 1    | Simone Deromedis | Italia      | Q    |
| 2    | Bastien Midol    | Francia     | Q    |
| 3    | Adam Kappacher   | Austria     |      |
| 4    | Tyler Wallasch   | Stati Uniti |      |

Batteria 3
| Pos. | Atleta                | Nazione  | Note |
| ---- | --------------------- | -------- | ---- |
| 1    | Reece Howden          | Canada   | Q    |
| 2    | Joos Berry            | Svizzera | Q    |
| 3    | Terence Tchiknavorian | Francia  |      |
| 4    | Elliott Baralo        | Svezia   |      |

Batteria 4
| Pos. | Atleta        | Nazione | Note |
| ---- | ------------- | ------- | ---- |
| 1    | Sergej Ridzik | ROC     | Q    |
| 2    | Brady Leman   | Canada  | Q    |
| 3    | David Mobärg  | Svezia  |      |
| 4    | Kirill Sysoev | ROC     |      |

Batteria 5
| Pos. | Atleta         | Nazione  | Note |
| ---- | -------------- | -------- | ---- |
| 1    | Erik Mobärg    | Svezia   | Q    |
| 2    | Tristan Takats | Austria  | Q    |
| 3    | Ryo Sugai      | Giappone |      |
| 4    | Robert Winkler | Austria  |      |

Batteria 6
| Pos. | Atleta         | Nazione  | Note |
| ---- | -------------- | -------- | ---- |
| 1    | François Place | Francia  | Q    |
| 2    | Jared Schmidt  | Canada   | Q    |
| 3    | Romain Detraz  | Svizzera |      |
| 4    | Satoshi Furuno | Giappone |      |

Batteria 7
| Pos. | Atleta            | Nazione  | Note |
| ---- | ----------------- | -------- | ---- |
| 1    | Ryan Regez        | Svizzera | Q    |
| 2    | Johannes Rohrweck | Austria  | Q    |
| 3    | Tobias Müller     | Germania |      |
| 4    | Viktor Andersson  | Svezia   |      |

Batteria 8
| Pos. | Atleta            | Nazione       | Note |
| ---- | ----------------- | ------------- | ---- |
| 1    | Igor Omelin       | ROC           | Q    |
| 2    | Kevin Drury       | Canada        | Q    |
| 3    | Florian Wilmsmann | Germania      |      |
| 4    | Oliver Davies     | Gran Bretagna |      |

### Quarti di finale
Batteria 1
| Pos. | Atleta           | Nazione  | Note |
| ---- | ---------------- | -------- | ---- |
| 1    | Alex Fiva        | Svizzera | Q    |
| 2    | Simone Deromedis | Italia   | Q    |
| 3    | Bastien Midol    | Francia  |      |
| 4    | Daniel Bohnacker | Germania |      |

Batteria 2
| Pos. | Atleta        | Nazione  | Note |
| ---- | ------------- | -------- | ---- |
| 1    | Sergej Ridzik | ROC      | Q    |
| 2    | Brady Leman   | Canada   | Q    |
| 3    | Reece Howden  | Canada   |      |
| 4    | Joos Berry    | Svizzera |      |

Batteria 3
| Pos. | Atleta         | Nazione | Note |
| ---- | -------------- | ------- | ---- |
| 1    | Erik Mobärg    | Svezia  | Q    |
| 2    | François Place | Francia | Q    |
| 3    | Jared Schmidt  | Canada  |      |
| 4    | Tristan Takats | Austria |      |

Batteria 4
| Pos. | Atleta            | Nazione  | Note |
| ---- | ----------------- | -------- | ---- |
| 1    | Ryan Regez        | Svizzera | Q    |
| 2    | Johannes Rohrweck | Austria  | Q    |
| 3    | Kevin Drury       | Canada   |      |
| 4    | Igor Omelin       | ROC      |      |

### Semifinali
Batteria 1
| Pos. | Atleta           | Nazione  | Note |
| ---- | ---------------- | -------- | ---- |
| 1    | Alex Fiva        | Svizzera | BF   |
| 2    | Sergej Ridzik    | ROC      | BF   |
| 3    | Simone Deromedis | Italia   | SF   |
| 4    | Brady Leman      | Canada   | SF   |

Batteria 2
| Pos. | Atleta            | Nazione  | Note |
| ---- | ----------------- | -------- | ---- |
| 1    | Erik Mobärg       | Svezia   | BF   |
| 2    | Ryan Regez        | Svizzera | BF   |
| 3    | Johannes Rohrweck | Austria  | SF   |
| 4    | François Place    | Francia  | SF   |

### Finali
Finale piccola
| Pos. | Atleta            | Nazione | Note |
| ---- | ----------------- | ------- | ---- |
| 5    | Simone Deromedis  | Italia  |      |
| 6    | Brady Leman       | Canada  |      |
| 7    | Johannes Rohrweck | Austria |      |
| 8    | François Place    | Francia |      |

Finale grande
| Pos.    | Atleta        | Nazione  | Note |
| ------- | ------------- | -------- | ---- |
| Oro     | Ryan Regez    | Svizzera |      |
| Argento | Alex Fiva     | Svizzera |      |
| Bronzo  | Sergej Ridzik | ROC      |      |
| 4       | Erik Mobärg   | Svezia   |      |